# Univerza »Nikolaj Kuzanski«
Univerza »Nikolaj Kuzanski« (italijansko Università degli Studi Niccolò Cusano - UniCusano) je italijanska zasebna univerza s sedežem v Rimu. Ustanovljena je bila leta 2006..

## Predsednik
- Sebastiano Scarcella (2006-2010)
- Giovanni Puoti (2010- )